# Terumi Niki
Terumi Niki (二木 てるみ, Niki Terumi), née le 11 mai 1949 à Tokyo, est une actrice japonaise.

## Biographie
Depuis qu'elle est enfant, Terumi Niki est membre de la compagnie théâtrale Gekidan Wakakusa qu'elle a rejoint en 1953.
Elle joue le rôle de la jeune Otoyo dans le Barberousse d'Akira Kurosawa (1965) et remporte le prix Blue Ribbon du meilleur second rôle féminin pour cette interprétation.

## Filmographie partielle

### Cinéma

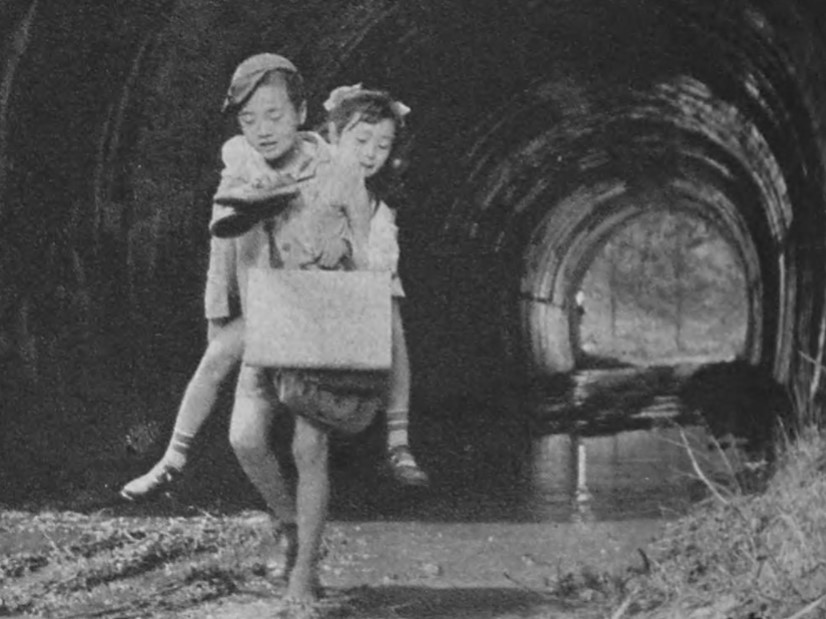
et Terumi Niki dans Tsuzurikata kyodai (1958).

- 1955 : Journal d'un policier (警察日記, Keisatsu nikki?) de Seiji Hisamatsu : Yukiko
- 1955 : Ofukuro (おふくろ?) de Seiji Hisamatsu
- 1955 : Akuma no sasayaki (悪魔の囁き?) de Seiichirō Uchikawa : Keiko Murakoshi
- 1955 : House of Many Pleasures (渡り鳥いつ帰る, Wataridori itsu kaeru?) de Seiji Hisamatsu : Teruko
- 1955 : Tsukiyo no kasa (月夜の傘?) de Seiji Hisamatsu : Yukiko Ono
- 1955 : Zoku keisatsu nikki (続警察日記?) de Seiji Hisamatsu : Fuyo Shibata
- 1956 : Aijō (愛情?) de Kiyoshi Horiike : Sumiko Matsuyama
- 1956 : La Rive de l'errance (流離の岸, Ryūri no kishi?) de Kaneto Shindō : Chiho enfant
- 1956 : Nenneko shacho (ねんねこ社員?) de Kazuhiko Saimura : Fujiko
- 1956 : Kanshō fujin (感傷夫人?) de Kiyoshi Horiike : Yoshiko Fujisaki
- 1956 : Gogo 8 ji 13 pun (午後８時１３分?) de Kōzō Saeki : fille aveugle (non créditée)
- 1958 : L'Île isolée de la colère (怒りの孤島, Kajikko?) de Seiji Hisamatsu
- 1958 : Tsuzurikata kyodai (つづり方兄妹?) de Seiji Hisamatsu : Kiriko
- 1959 : Teisō no arashi (貞操の嵐?) de Michiyoshi Doi : Momoyo, la petite sœur de Yuri
- 1961 : Maman ! (「粘土のお面」より かあちゃん, Nendo no omen yori: Kaachan?) de Nobuo Nakagawa : Masako
- 1961 : La Danse d'une femme (女舞, Onna mai?) de Hideo Ōba : Tomoyo
- 1965 : Barberousse (赤ひげ, Akahige?) d'Akira Kurosawa : Otoyo
- 1965 : Zero Fighters (あゝ零戦, A, zerosen?) de Mitsuo Murayama : Tomoko Hidaka
- 1967 : La Danseuse d'Izu (伊豆の踊子, Izu no odoriko?) de Hideo Onchi
- 1967 : Hana no utage (花の宴?) de Hirokazu Ichimura
- 1968 : Kotō no taiyō (孤島の太陽?) de Kenji Yoshida
- 1970 : La Fin du Bakufu (幕末, Bakumatsu?) de Daisuke Itō : Mitsukazu Nakadaira
- 1974 : Karafuto 1945 Summer: Hyosetsu no mon (樺太１９４５年夏 氷雪の門?) de Mitsuo Murayama : Ritsuko sekine
- 1979 : Akuma ga kitarite fue o fuku (悪魔が来りて笛を吹く?) de Kōsei Saitō : Tane Mishima
- 1988 : Evil Dead Trap (死霊の罠, Shiryō no wana?) de Toshiharu Ikeda : Haha no Koe (voix)
- 1988 : Tomorrow - ashita (TOMORROW 明日?) de Kazuo Kuroki : Kiyo
- 1997 : Kagi (鍵?) de Toshiharu Ikeda : Mori Makiko
- 2000 : By Player (三文役者, Sanmon yakusha?) de Kaneto Shindō
- 2005 : Hasami otoko (ハサミ男?) de Toshiharu Ikeda
- 2005 : Furyo shonen no yume (不良少年（ヤンキー）の夢?) de Junji Hanado
- 2012 : Tabi no okurimono - asu e (旅の贈りもの 〜明日へ〜?) de Tetsu Maeda

### Télévision

#### Séries télévisées
- 1966 : Ohanahan
- 1966 : Seishun to wa nanda
- 1969 : Shi to sora to
- 1975 : La Tulipe noire (ラ・セーヌの星, Ra Sēnu no hoshi?)
- 1979 : Edgar, le détective cambrioleur : Oscar
- 1994 : Haru yo koi : Nobuyo

#### Téléfilms
- 1981 : Haha taru koto wa jigoku no gotoku : Keiko
- 2004 : Kyôtarô Nishimura's Travel Mystery 42
- 2005 : Kyôtarô Nishimura's Travel Mystery 43

## Récompenses et distinctions
- 1966 : prix Blue Ribbon du meilleur second rôle féminin pour Barberousse[1]